# Miconia compressa
Miconia compressa är en tvåhjärtbladig växtart som beskrevs av Charles Victor Naudin. Miconia compressa ingår i släktet Miconia och familjen Melastomataceae. Inga underarter finns listade i Catalogue of Life.